# Peter Blaikner
Peter Blaikner (* 28. Januar 1954 in Zell am See) ist ein in Salzburg lebender österreichischer Kabarettist, Autor, Liedermacher und Übersetzer. Bekannt wurde er u. a. durch seine Geschichten aus dem Innergebirg; mit Innergebirg sind die drei Salzburger Gaue Pinzgau, Pongau und Lungau gemeint im Unterschied zu den Gauen Tennengau und Flachgau, die zum Außergebirg gehören. In über 100 Vignetten erzählt er autobiographische Anekdoten und damit assoziierte Ereignisse.

## Leben
Peter Blaikner wurde in einer Handwerkerfamilie geboren. Sein Vater war Tischler und seine Mutter war Säcklerin, die aus Hirschleder bestickte Trachtenlederhosen produzierte. Er hat später einmal von sich gesagt, „ich sehe mich als Handwerker, dessen Material die Wörter sind“. Kindheit und Jugend verbrachte er in Zell am See, wobei Bergsteigen, Ski- und Schlittschuhfahren zu den Selbstverständlichkeiten eines Innergebirglers zählten. Als Autodidakt lernte er Gitarre spielen, allerdings ohne die Noten zu kennen. Bei der Produktion seiner ersten Musicals musste er mit Hilfe eines Computers seine Lieder in die Notenschrift überführen und war überrascht, als ein Klavierspieler die Noten so wiedergeben konnte, wie er die Musikstücke im Kopf hatte. In Zell am See besuchte er ab Schulanfang 1964 das Gymnasium, wobei er mit etlichen Lehrern auf dem Kriegsfuß stand. Im Fach Deutsch wurden seine Aufsätze regelmäßig mit „nicht genügend“ bewertet; nur durch sein Wissen über Literaturgeschichte konnte er gerade noch eine positive Bewertung in dem Fach erhalten. Auch aufgrund seines Verhaltens stand er immer wieder kurz vor dem Hinauswurf. In seinem Maturazeugnis hatte er in allen Fächern eine Vier, und im Fach Französisch musste er die Prüfung wiederholen, was ihm dann mit ausreichendem Erfolg gelang. Nach der Schule musste er zum Grundwehrdienst einrücken und setzte dort seine rebellische Tätigkeit fort; eine Beförderung zum Gefreiten hat er nicht erreicht.
1973 begann er an der Universität Salzburg Germanistik und Romanistik (Französisch, Spanisch) zu studieren. Probleme machten ihm wegen seines Pinzgauer Dialekts mündliche Vorträge oder mündliche Prüfungen. Schließlich entschloss er sich, das Hochdeutsche wie eine Fremdsprache zu lernen. Bereits während seines Studiums kam es zu Aufenthalten in Frankreich, wodurch seine Begeisterung für Sprache und Leute wuchs. Nach der erfolgreichen Beendigung des Studiums war er zwei Jahre Lektor an der Universität von Poitiers in Frankreich. Zurückgekehrt nach Österreich arbeitete er als Lehrer für Französisch und Deutsch am Bundesrealgymnasium Salzburg. Wegen seiner künstlerischen Tätigkeit ließ er sich beurlauben und lebt seitdem als freier Künstler und Autor in Salzburg.
Peter Blaikner ist Vater von zwei Söhnen.

## Künstlerisches Werk
Sein künstlerischer Weg begann mit Übersetzungen und Interpretationen der Chansons von Georges Brassens.
Peter Blaikner wollte schon als Kind kein Fleisch essen, hingegen liebte er Käse über alles. Käse soll auch ein Grund dafür gewesen sein, dass er Frankreich als Reiseland für sich entdeckt hat. Über Umwegen war diese Vorliebe auch 1990 Anlass für das Schreiben des Kindermusicals „Ritter Kamenbert“, das für ihn ein „Cheesesical“ wurde und am 28. November 1991 auf der Elisabethbühne in Salzburg uraufgeführt wurde. In der Spielzeit 1995/96 landete das Musical auf Platz 19 der meistgespielten Bühnenwerke im deutschsprachigen Raum; auf Platz 18 lag Goethes Faust I und auf Platz 20 Bertolt Brechts Dreigroschenoper. Auch seine anderen Kindermusicals (u. a. „Das Hausgeisterhaus“, „Alex, die Piratenratte“, „Till Eulenspiegel“, „König Badeschwamm“) sind über die Grenzen Österreichs hinaus bekannt geworden und erreichten bisher weit über eine Million Theaterbesucher im deutschsprachigen Raum.
Peter Blaikner schreibt und spielt auch Kabarettprogramme sowie Programme mit eigenen Liedern. In seinen Komödien und Musiktheaterstücken spielt er oft selbst mit, viele davon (u. a. „Goethe & Schiller – best of“, „Abends in der Firma“, „Busenfreundinnen“, „Singles im Nebel“, „Virginia Hill“) wurden am Kleinen Theater in Salzburg uraufgeführt.

## Werke
Bücher
- Virginia Hill. Das mondäne Leben einer Gangster-Braut. Gmeiner-Verlag, Meßkirch 2022, ISBN 978-3-8392-7273-2.
- World Wide Innergebirg. Globale Pinzgauer Geschichten. Edition Eizenbergerhof, Salzburg, 2020, ISBN 978-3-901243-46-2.
- Fern vom Innergebirg. Weitere Pinzgauer Geschichten. Edition Eizenbergerhof, Salzburg 2014, ISBN 978-3-901243-40-0.
- Out of Innergebirg. Neue Pinzgauer Geschichten. Edition Eizenbergerhof, Salzburg 2010, ISBN 978-3-901243-33-2.
- aus meinen wörtern: gedichte und lieder. Edition Tandem, Salzburg 2007, ISBN 978-3-902606-01-3.
- (gemeinsam mit Martin Leyrer und Silvia Pixner): Superohr und der blaue Diamant. Edition Tandem, Salzburg 2007, ISBN 978-3-902606-00-6.
- Verteidigung des Sommers. 1462 – Salzburger Bauernaufstand. Edition Eizenbergerhof, Salzburg 2006, ISBN 978-3-901243-28-8.
- Aus dem Innergebirg. Pinzgauer Geschichten. Edition Eizenbergerhof, Salzburg 2000, ISBN 978-3-901243-19-6.
- Weil ich für mein Leben gern lebe. Gedichte und Lieder. Rhön-Verlag, Hünfeld 1996, ISBN 978-3-931796-25-9.
- Der König von Xomfi: Eine Computergeschichte. J. Steinbrener, Schärding 1995, ISBN 978-3-85296-010-4.

Theaterstücke
- (gemeinsam mit Konstantin Wecker): König Badeschwamm (Taschenbuch mit CD). Edition Tandem, Salzburg 2010, ISBN 978-3-902606-82-2.
- Meine Kinderstücke, von Kamenbert bis Pommes Fritz. Edition Eizenbergerhof, Salzburg 2005, ISBN 978-3-901243-25-7.
- Das Hausgeisterhaus. Musikalisches Kinderstück. Edition Prolit, Salzburg 1994, ISBN 978-3-901243-03-5.
- Iphigenie in Rauris. Volksstück mit Gesang. Edition Prolit, Salzburg 1992, ISBN 978-3-901243-01-1.
- Ritter Kamenbert. Musikalisches Kinderstück. Edition Prolit, Salzburg 1992, ISBN 978-3-901243-00-4.
  - Ritter Kamenbert. Edition Tandem, Salzburg 2009, ISBN 978-3-902606-34-1.

Übersetzungen / Nachdichtungen
- Khayyam (Auswahl von Gedichten von Omar Khayyam nachgedichtet, zu Liedtexten zusammengefügt und vertont). Edition Tandem, Salzburg 2021, ISBN 978-3-904068-43-7.

Herausgeberschaften
- Der Brillenbaum. Besondere Geschichten. Edition Tandem, Salzburg 2010.
- Ferdinand Sauter Gedichte. Edition Eizenbergerhof, Salzburg 1995, ISBN 978-3-901243-09-7.

CDs
- Vorsicht Gorilla! Peter Blaikner singt Georges Brassens.
- Ich bitte nicht um deine Hand: Peter Blaikner singt Georges Brassens. (Audio-CD und Hörbuch). Edition Tandem, Salzburg 2011, ISBN 978-3-902606-83-9.
- nix bessers ois wos guats. (Audio-CD und Hörbuch). Edition Tandem, Salzburg 2009, ISBN 978-3-902606-80-8.
- (gemeinsam mit Cosi M. Goehlert): Das Hausgeisterhaus. (Lieder und Texte aus dem Kindermusical). Extraplatte, Wien 1998, ISBN 978-3-221-11902-7.

Kabarettprogramme
- Wos woas denn i (gemeinsam mit Reinhold Kletzander und Benjamin Blaikner).
- Plauschangriff (Kultkabarett mit Fritz Messner, Manfred Baumann und Peter Blaikner).
- Flotter Dreier (Kultkabarett mit Fritz Messner, Manfred Baumann und Peter Blaikner).
- Wos sogga? (Kabarett Hits mit Peter Blaikner).
- Best of Kultkabarett (mit Fritz Messner, Manfred Baumann und Peter Blaikner).
- Echte Helden wie wir (mit Fritz Messner, Manfred Baumann und Peter Blaikner).
- Freunderl sucht Wirtschaft (mit Fritz Messner, Manfred Baumann und Peter Blaikner).
- Meier sucht Verein (mit Fritz Messner, Manfred Baumann und Peter Blaikner).
- Bauer sucht Herbst (mit Fritz Messner, Manfred Baumann und Peter Blaikner).
- Waidmann sucht Heil (mit Fritz Messner, Manfred Baumann und Peter Blaikner).

DVDs
- Mitterbachkirchen (Komödie von Peter Blaikner, Aufzeichnung aus dem kleinen theater Salzburg 2020).
- Ritter Kamenbert (Kindermusical von Peter Blaikner & Cosi M. Goehlert & Ernst Wolfsgruber, Aufzeichnung aus dem Schauspielhaus Salzburg 2020).
- Virginia Hill (Musiktheater von Peter Blaikner & Konstantin Wecker, Aufzeichnung aus dem kleinen theater Salzburg 2018).
- Das Hausgeisterhaus (Kindermusical von Peter Blaikner & Cosi M. Goehlert, Aufzeichnung aus dem Schauspielhaus Salzburg 2015).
- Der brave Soldat Schwejk (Komödie von Peter Blaikner nach Jaroslav Hašek, Aufzeichnung aus dem kleinen theater Salzburg 2014).
- König Badeschwamm (Tiefseemusical für Kinder von Peter Blaikner und Konstantin Wecker, Aufzeichnung aus dem Salzburger Landestheater 2010).

## Ehrungen
Sein Roman „Verteidigung des Sommers“, die Geschichte des ersten Bauernaufstandes im Land Salzburg (1462), wurde mit dem Rauriser Förderpreis für Literatur ausgezeichnet.